# Austromyrtus alaternoides
Austromyrtus alaternoides là một loài thực vật có hoa trong Họ Đào kim nương. Loài này được (Brongn. & Gris) Burret mô tả khoa học đầu tiên năm 1941.